# 魯浩
魯浩（？—？），順天府宛平縣人，清朝官员。

## 生平
1732年（雍正十年）上任台灣八里坌巡檢。范咸主修的《重修臺灣府志》中有他的記載，他亦為該官職的首任清朝官員，象徵清朝治權遍及大台北地區。